# Мото Гран-Прі Катару

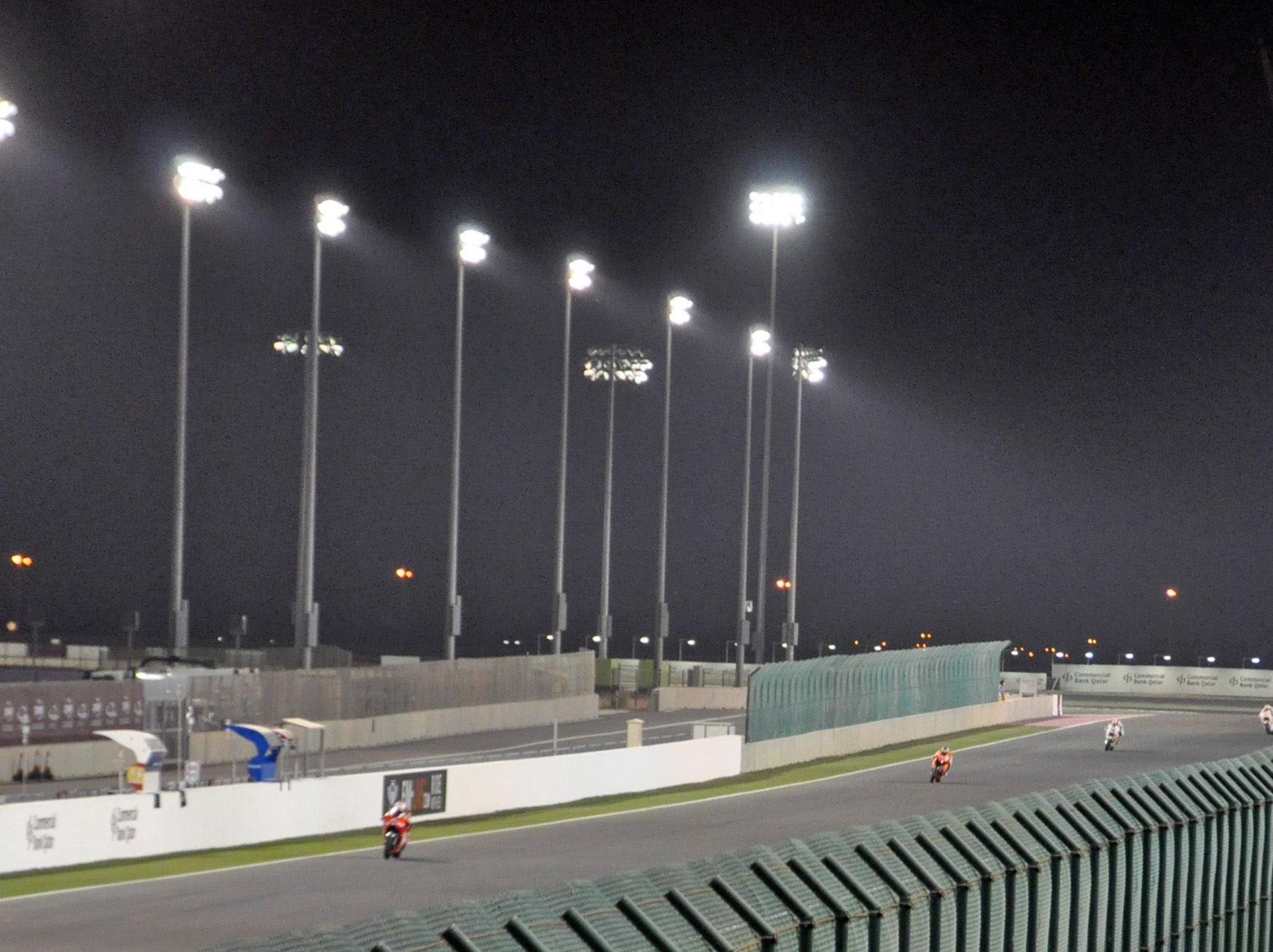
Мото Гран-Прі Катару, 2010 рік

Мо́то Гран-Прі Ката́ру — етап змагань Чемпіонату світу із шосейно-кільцевих мотогонок у класі MotoGP. Проводиться на трасі Лосейл в околицях  столиці Катару Дохи. Мото Гран-Прі Катару з 2008 року проводиться вночі і це є єдиний такий етап у календарі MotoGP.

## Історія
Перший катарський раунд відбувся 10 жовтня 2004, називався «Marlboro Grand Prix of Qatar» та здобув скандальну славу. Змагання відбувались вдень, при температурі близько +40 градусів при вологості всього в 14%, на поверхні асфальту було +51°C. Екстремальні умови, втім, не збентежили учасників. Але безпосередньо перед етапом сталося кілька скандальних подій. Макс Бьяджі і Валентіно Россі дискваліфіковані і були змушені стартувати в самому заїзді з останньої лінії після того, як представники їхніх команд в ніч перед гонкою "натирали" стартові позиції для кращого зчеплення за допомогою ... скутерів: механіки палили покришки на місцях, де повинні були розташуватися мотоцикли Россі і Бьяджі. Асфальт в Losail International Circuit володіє дуже хорошим зчепленням, але пісок, який постійно летить з пустелі разом з вітром, не весь утримується масивними килимами штучної трави, викладеними по всій території автодрому. Місцями трек були дійсно слизьким. Ця обставина стала причиною падіння Россі, але сам італієць досі вважає, що до аварії його підштовхнув Жібернау. Звичайно ж, Сет заперечує свою причетність до падіння Валентино, і завжди заперечував (Россі був ззаду, іспанець просто не міг бачити його в момент маневру). Тим не менш, Валентіно "прокляв" Жібернау, сказавши пророчі слова: "Сет більше не виграє жодного Гран-Прі". Так воно, насправді, і вийшло. Чи пов'язано це з "прокляттям" чи ні - загадка загадок, але Жібі з тих пір не дуже щастило.
Після чотирьох років проведення денних гонок QMMF запропонувала Dorna Sports неймовірну ідею - нічні гонки! За допомогою компанії Musco Lighting, що спеціалізується на оснащенні світлом найбільших футбольних стадіонів світу, Losail International "засадили" лісом гігантських люстр. Гран-Прі Катару 2008 року стало першим в історії MotoGP нічним і принесло перемогу Кейсі Стоунеру. 9 березня 2008 на подіум піднялися Лоренцо і Педроса, а Россі завершив гонку лише п'ятим, хоча в підсумку став чемпіоном світу вшосте. Проведення перегонів у темний час доби виявилося виправданим ризиком: погодні умови були ідеальними - при температурі повітря в +18° на поверхні треку зберігалася комфортна температура +19-20 градусів. Вологість повітря увечері неділі досягла 58%.
Одночасно, це був самий мало-відвідуваний - майже ексклюзивний - раунд серії. До 2012 року кількість глядачів на трибунах «Losail International Circuit» обчислювалась не десятками тисяч, а лише декількома. У перший вікенд, у 2004 році, паддок Гран-Прі Катару за весь вікенд відвідали менше 2000 чоловік! Враховуючи, що тільки число учасників гонок та обслуговчого персоналу наближається до 1000 ...
Гонки в Досі носять особливий характер. Хоча це офіційний етап і за нього нараховуються очки, він був і залишається "демонстраційним". Для гонщиків це означає, що міжсезоння завершене, вони відвідали треки в Малайзії та Іспанії - традиційні місця проведення тестів, але тепер їм потрібно перевірити свої напрацювання на кардинально іншій трасі, щоб упевнитися в правильності обраного шляху.

## Переможці етапу
| Рік  | Moto3             | Moto3          | Moto2               | Moto2       | MotoGP           | MotoGP                  | Звіт |
| Рік  | Гонщик            | Мотоцикл       | Гонщик              | Мотоцикл    | Гонщик           | Мотоцикл                | Звіт |
| ---- | ----------------- | -------------- | ------------------- | ----------- | ---------------- | ----------------------- | ---- |
| 2022 | Жауме Масіа       | KTM RC250GP    | Селестіно В'єтті    | Kalex Moto2 | Енеа Бастіаніні  | Ducati Desmosedici      | Звіт |
| 2021 | Жауме Масіа       | KTM RC250GP    | Сем Лоус            | Kalex Moto2 | Маверік Віньялес | Yamaha YZR-M1           | Звіт |
| 2020 | Альберт Аренас    | KTM RC250GP    | Тетсута Нагашіма    | Kalex Moto2 |                  |                         | Звіт |
| 2019 | Кайто Тоба        | Honda NSF250RW | Лоренцо Балдассаррі | Kalex Moto2 | Андреа Довіціозо | Ducati Desmosedici GP19 | Звіт |
| 2018 | Хорхе Мартін      | Honda NSF250RW | Франческо Багная    | Kalex Moto2 | Андреа Довіціозо | Ducati Desmosedici GP18 | Звіт |
| 2017 | Жоан Мір          | KTM RC250GP    | Франко Морбіделлі   | Kalex Moto2 | Маверік Віньялес | Yamaha YZR-M1           | Звіт |
| 2016 | Нікколо Антонеллі | Honda NSF250RW | Томас Люті          | Kalex Moto2 | Хорхе Лоренсо    | Yamaha YZR-M1           | Звіт |
| 2015 | Алексіс Масбу     | Honda NSF250RW | Йонас Фольгер       | Kalex Moto2 | Валентіно Россі  | Yamaha YZR-M1           | Звіт |
| 2014 | Джек Міллер       | KTM            | Естів Рабат         | Kalex       | Марк Маркес      | Honda RC213V            | Звіт |
| 2013 | Луї Салом         | KTM            | Пол Еспаргаро       | Pons        | Хорхе Лоренсо    | Yamaha YZR-M1           | Звіт |
| 2012 | Маверік Віньялес  | FTR Honda      | Марк Маркес         | Suter       | Хорхе Лоренсо    | Yamaha YZR-M1           | Звіт |
| Рік  | 125cc             | 125cc          | Moto2               | Moto2       | MotoGP           | MotoGP                  | Звіт |
| Рік  | Гонщик            | Мотоцикл       | Гонщик              | Мотоцикл    | Гонщик           | Мотоцикл                | Звіт |
| 2011 | Ніко Тероль       | Aprilia        | Штефан Брадль       | Kalex       | Кейсі Стоунер    | Honda                   | Звіт |
| 2010 | Ніко Тероль       | Aprilia        | Шоя Томізава        | Suter       | Валентіно Россі  | Yamaha                  | Звіт |
| Рік  | 125cc             | 125cc          | 250cc               | 250cc       | MotoGP           | MotoGP                  | Звіт |
| Рік  | Гонщик            | Мотоцикл       | Гонщик              | Мотоцикл    | Гонщик           | Мотоцикл                | Звіт |
| 2009 | Андреа Іаноне     | Aprilia        | Гектор Барбера      | Aprilia     | Кейсі Стоунер    | Ducati                  | Звіт |
| 2008 | Серхіо Гадеа      | Aprilia        | Маттіа Пасіні       | Aprilia     | Кейсі Стоунер    | Ducati                  | Звіт |
| 2007 | Гектор Фаубель    | Aprilia        | Хорхе Лоренсо       | Aprilia     | Кейсі Стоунер    | Ducati                  | Звіт |
| 2006 | Альваро Баутіста  | Aprilia        | Хорхе Лоренсо       | Aprilia     | Валентіно Россі  | Yamaha                  | Звіт |
| 2005 | Габор Талмаші     | KTM            | Кейсі Стоунер       | Aprilia     | Валентіно Россі  | Yamaha                  | Звіт |
| 2004 | Хорхе Лоренсо     | Derbi          | Себастьян Порто     | Aprilia     | Сете Жібернау    | Honda                   | Звіт |

## Рекорди траси
| Показник          | Сезон  | Гонщик           | Мотоцикл                | Час      | Швидкість    |
| MotoGP            | MotoGP | MotoGP           | MotoGP                  | MotoGP   | MotoGP       |
| ----------------- | ------ | ---------------- | ----------------------- | -------- | ------------ |
| Найшвидше коло    | 2008   | Хорхе Лоренсо    | Yamaha                  | 1’53,927 | 170,0 км/год |
| Рекорд кола       | 2016   | Хорхе Лоренсо    | Yamaha                  | 1’54,927 | 168,5 км/год |
| Найкращий Поул    | 2008   | Хорхе Лоренсо    | Yamaha                  | 1’53,927 | 170,0 км/год |
| Найвища швидкість | 2016   | Андреа Янноне    | Ducati Desmosedici GP16 |          | 351,2 км/год |
| Moto2             |        |                  |                         |          |              |
| Найшвидше коло    | 2016   | Йонас Фольгер    | Kalex Moto2             | 1’59,052 | 162,6 км/год |
| Рекорд кола       | 2016   | Сем Лоус         | Kalex Moto2             | 1’59,421 | 162,1 км/год |
| Найкращий Поул    | 2016   | Йонас Фольгер    | Kalex Moto2             | 1’59,052 | 162,6 км/год |
| Найвища швидкість | 2016   | Робін Мульхаузер | Kalex Moto2             |          | 286,7 км/год |
| Moto3             |        |                  |                         |          |              |
| Найшвидше коло    | 2016   | Лівіо Лой        | Honda NSF250RW          | 2’05,832 | 153,9 км/год |
| Рекорд кола       | 2014   | Алексіс Масбу    | Honda                   | 2’05,862 | 153,8 км/год |
| Найкращий Поул    | 2014   | Алекс Рінс       | Honda                   | 2’05,973 | 153,7 км/год |
| Найвища швидкість | 2016   | Бо Бендснейдер   | KTM RC250GP             |          | 240,3 км/год |

- Примітка. Результати наведені станом на 30.03.2016р.

## Цікаві факти
- Кількості світла, сконцентрованого в Лосайлі, вистачило б, щоб повністю освітити двосмугове шосе від Дохи до Москви.[2]